# 泰坦號潛水器事故
2023年6月18日，由海洋之門營運的泰坦號潛水器在加拿大紐芬蘭與拉布拉多省附近的北大西洋失蹤。這艘潛水器當時正載著五名遊客前往參觀鐵達尼號殘骸。潛水器下潛至殘骸地點的1小時45分鐘後與外界失去聯繫，在預計時間內沒有浮出水面，相關搜救單位隨即接獲通報。該潛水器可以提供大約96小時的氧氣供應。
此前，有人對泰坦號的安全問題表示疑慮。事件發生後，美國海岸防衛隊、美國海軍、加拿大海岸警衛隊和加拿大武裝部隊組成了國際搜救小組，前往事發海域展開搜救工作。
6月22日，在搜救行動開展約80個小時後，一架遙控水下探測器（ROV）在距離鐵達尼號殘骸約500公尺處發現了一片殘骸區。殘骸中包括潛水器的錐形尾部，共分為五塊散落在海床上。救援隊推測潛水器可能發生了嚴重的内爆，而深海極高的水壓導致乘員幾乎瞬間自爆喪生。
6月23日，美国海岸警卫队軍官召开记者会，证实潜水器中的五人已经全部丧生。尋獲碎片后不久，提供此次深海探险之旅的公司海洋之门发布声明，确认泰坦号上的五人死亡。

## 背景

### 海洋之門

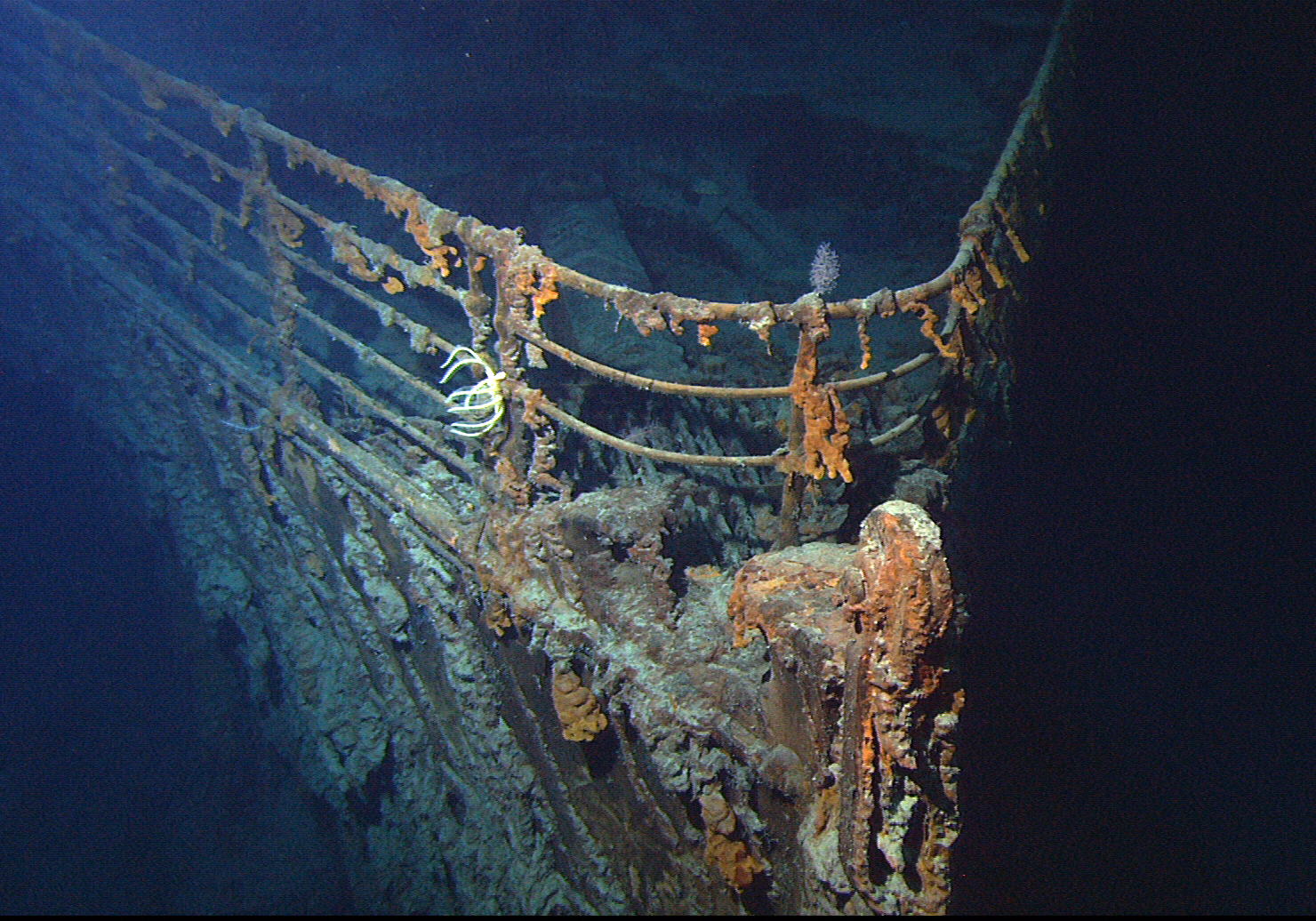
2004年6月，由美國國家海洋暨大氣總署、米斯蒂克水族館暨勘探研究所和羅德島大學團隊合作拍攝的鐵達尼號船首殘骸。

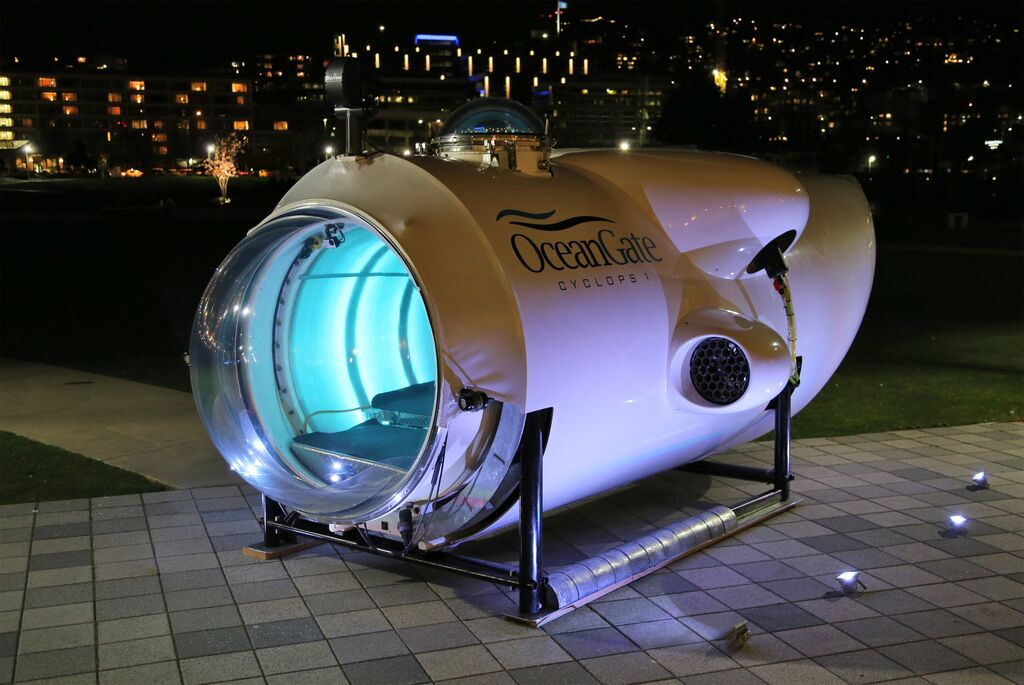
海洋之門的獨眼巨人1號，是泰坦號的前身。泰坦號最終僅有一扇15英寸的窗戶。

海洋之門是由斯托克頓·拉什和商業夥伴於2009年創立的私人公司。自2010年以來，該公司提供商業深潛活動，運送顧客在加利福尼亚州沿岸、墨西哥灣和大西洋地區深潛探險。
拉許發現參觀沉船遺址可以吸引媒體關注。2016年，海洋之門首次利用潛水器獨眼巨人1號（Cyclops 1），將顧客帶到安德里亞·多利亞號遺址參觀。

### 鐵達尼號
鐵達尼號是一艘英國遠洋班輪，於1912年4月15日在北大西洋與冰山相撞後沉沒，殘骸於1985年在距離紐芬蘭海岸約400海里（740）處被發現。殘骸位於水下12,500英尺（3,800）。自從被發現以來，鐵達尼號殘骸一直是海下研究探險的主要地點，截止至2012年，已有140人參觀了殘骸現場。

### 泰坦號
泰坦號是一艘由海洋之門營運的小型潛水器，由碳纖維和鈦構造。整個壓力容器包含兩個鈦半球、兩個鈦接口環，以及一個內徑為142（56英寸）、長度為2.4（7.9英尺）的碳纖維圓柱。其中一個鈦半球蓋裝有直徑為380（15英寸）的窗戶。它可以潛入深達4（13,000英尺）的水域，可用來對沉船殘骸作現場調查、檢查、研究和數據收集；在硬體和软件方面作深海測試；以及電影和媒體製作。
泰坦號可以使用四個電動推進器以每小時3節（5.6公里/小時；3.5英里/小時）的速度移動，其中兩個水平方向和兩個垂直方向排列。它的操縱控制包括一台帶有改良操縱桿的羅技F710無線游戏控制器。，配有修改過的类比摇杆。在需要更多控制功能，而不僅僅只有方向盤的水下交通工具中，使用商业现货的遊戲手柄並不特別罕見。包括應用於無人航空載具或拆彈機器人，美國海軍則使用Xbox 360控制器來控制弗吉尼亚级核潜艇的潛望鏡。
2020年，拉許表示由於泰坦號出現了金屬疲勞的跡象，使得它的潛水深度等級已經降至3,000公尺（9,800英尺）。2020年和2021年，泰坦號進行了重建。拉什告訴《旅行周刊》的主編，泰坦號的碳纖維是以折扣價格從波音公司獲得的，因為它已經超過了適用於該公司飛機的使用壽命。波音表示他們沒有任何與拉什或海洋之門的銷售記錄。。
海洋之門聲稱，泰坦號是與NASA、波音和華盛頓大學（UW）的專家合作設計和研發的。其中華盛頓大學應用物理實驗室（APL）在此之後建造並測試了獨眼巨人2號（Cyclops 2）壓力艙的1/3比例模型。該模型能夠承受4285磅力每平方英吋（29.54 MPa；291.6 atm）的壓力，相當於約3000米（9800英尺）的深度。然而在泰坦號失踪後，華盛頓大學聲稱應用物理實驗室並未參與泰坦號的設計、工程或測試。波音發言人也表示波音不是泰坦號的合作夥伴，也沒有設計或建造它。 NASA發言人表示NASA的馬歇爾太空飛行中心與海洋之門有一項太空法案協議，但「並未通過其員工或設施進行測試和製造」。2019年，船舶分級社團體勞氏集團拒絕了海洋之門的船舶分級申請。
另外，海洋之門聲稱泰坦號配備專有的船體健康監測（RTM）系統，可在每次潛水中評估船體的完整性。此外，潛水器還裝備生命維持系統，可提供五名船員長達96小時的氧氣供應。另外，泰坦號設有七個備用系統，用於應對緊急情況，以確保潛水器能夠安全返回水面，其中包括可投放的壓艙物、氣球和推進器。即使潛水器中的所有人都失去知覺，一些系統仍然能正常運作。船上還使用鉤子固定沙袋，它們在水中一段時間後會溶解使潛水器能夠浮到水面上。泰坦號並未搭載導航系統，但支援船會監視它與目標相對的位置，並通過簡訊提供距離和方向信息。一位海洋之門的投資者解釋稱，泰坦號可以在24小時內釋放壓艙物，浮到水面上。如果潛水器此後無法自動上升，船內人員可以通過傾斜船身前後來使壓艙物滑落，或者使用氣動泵來鬆開重物，以協助釋放壓艙物。

### 鐵達尼號殘骸探險
泰坦號進行鐵達尼號殘骸探險的行動被公司其稱為「任務」。自2021年和2022年夏季進行了五次任務。 每次潛水時通常都會有一名駕駛員、三名客人和一名導遊。所有人員進入潛水器內部時，艙口會使用螺栓關閉，必須從外部重新打開。從水面下潛到鐵達尼號潛水點一般需要三個小時，整個潛水過程大約需要八個小時。在整個旅程中，潛水器預計每15分鐘會發出一次安全聲納信號，由水面船員監控。潛水器和水面船員也可以用簡訊通信。搭乘泰坦號前往鐵達尼號的客戶需要支付25萬美元參與為期八天的探險，海洋之門稱他們為「任務專員」（Mission Specialists）。
2023年，海洋之門原本計劃用泰坦號展開多次探險，但由於紐芬蘭天氣惡劣，它在該年只能完成一次探險。

## 事發前

泰坦號潛水器規格示意圖

### 安全
由於泰坦號在國際水域作業，它不受任何安全法規約束。2018年，海洋技術學會向拉許發信，對「泰坦號」的研發和泰坦尼克号的考察表示「一致疑慮」，並向他指出「當前的實驗方法……可能會產生或輕微或災難性的負面結果，對整個行業帶來嚴重後果。」一位簽信人士後來告訴《紐約時報》，拉許在讀信後致電給他，說他認為行業標準在扼殺創新。科技作家戴维·波格在2022年參加探險時表示，所有登上泰坦號的人都需要簽署一份權利放棄同意書，該文件表明他們知道泰坦號是一艘「實驗性」船隻，“尚未獲得任何監管機構的批准或認證，且可能導致身體受傷、殘疾、情感創傷或死亡”。曾參與此次探險的電視製片人麥克·賴斯也指出，同意書的第一頁有三個“死亡”字眼。
2019年，《史密森尼》雜誌發表文章，稱拉許為「敢做敢死發明家」。文章也提到，拉許認為1993年的美國客船安全法「不必要地將乘客安全置於商業創新之上」。
海洋之門聲稱泰坦號是唯一搭載RTM（即時整合健康監測系統）的載人潛水器。這項專有系統由拉什申請了專利，它利用聲學傳感器和應變計來分析水下探險艇在深入海洋時壓力增加的影響，並實時監測船體的完整性。據稱，這個系統可以及早發現問題，並提供足夠的時間來中止下潛並返回水面。

### 先前的擔憂

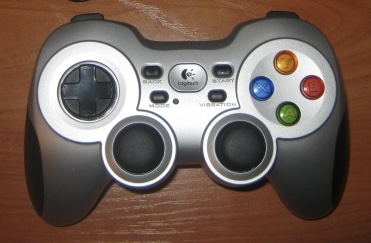
F710無線遊戲控制器，泰坦號使用其改良版。

在2018年，海洋之門的前海洋營運總監大衛·洛克里奇（David Lochridge）撰寫了一份關於泰坦號安全問題的報告。根據法庭文件，洛克里奇表示他曾敦促公司讓泰坦號接受某個機構的評估和認證，但海洋之門拒絕並稱不願支付相關費用。對此，洛克里奇指出該船隻不符合規定，根據經驗只能夠達到1,300公尺的深度，是到達鐵達尼號所需深度的三分之一。洛克里奇還對對於海洋之門在載人潛水之前不作無損測試之事感到擔憂，並聲稱公司以「船體厚度不足為理由，多次告知他不可以抽檢船體或接縫，以檢查膠水的分層、孔隙率和孔隙」。公司認為實時聲學監測比洛克里奇提出的檢測方法更為可靠。洛克里奇最後建議公司可以讓美國驗船協會（ABS）等類似機構對泰坦號作檢查認證，並聲稱公司不願支付這類評估費用，之後他在一次會議後被解僱。
海洋之門則表示，洛克里奇並非工程師，他拒絕接受海洋之門工程團隊的安全批准，而該公司對泰坦號機身的評估比洛克里奇認為必要的任何第三方評估更為嚴格。隨後，海洋之門對洛克里奇（David Lochridge）提起訴訟，指控他違反了保密合同並作出欺詐性陳述。。洛克里奇提出反訴，聲稱他因為對泰坦號安全操作能力提出擔憂而誤被解僱。雙方在幾個月後達成庭外和解。
同年晚些時候，海洋技術學會給拉什寫了一封信，表達對泰坦號計劃中的鐵達尼號探險的「一致關切」，並指出「當前的實驗性方法...可能導致從輕微到災難性的負面後果，這對行業中的每個人都會產生嚴重後果」。信件的簽署者後來告訴《紐約時報》，拉什在閱讀信件後給他打電話，告訴他認為所謂的行業標準實際抑制了「創新」。
2018年3月，深海探險專家羅布·麥卡倫（Rob McCallum）也通過電子郵件向拉什發出警告，稱他可能危及客戶的安全，並建議在進行獨立測試和分類之前，不要將潛水器用於商業目的：「我懇求您在測試和海上試驗中非常小心，並且非常保守。」拉什則回復稱他「厭倦那些試圖用安全理由阻止創新行業的從業者……我們已經太多次聽到毫無根據的喊叫聲『你會害死人』。我把這視為嚴肅的人身侮辱。」隨後，麥卡倫給拉什發送了另一封電子郵件，在郵件中他稱：「我認為你可能會讓自己和你的客戶陷入危險的境地。在你追逐鐵達尼號的過程中，你正在重複那句著名的口號：『它是不可沉沒的』。」然而，這反而促使海洋之門的律師威脅要對麥卡倫採取法律行動。
2022年，英國演員和電視主持人羅斯·坎普，曾參與過電視頻道《天歷史》的深海潛水活動，這場活動計劃通過使用泰坦號，在鐵達尼號沉沒事故110週年紀念日時進行一次潛水，並錄製一部紀錄片。然而，製作公司大西洋製片公司認為這艘潛水器「不安全且不符合預期用途」，使該項目被擱置。
旅遊公司亨利·庫克森冒險有限公司（Henry Cookson Adventures Ltd.）曾對海洋之門提起訴訟，指控該公司在2016年簽訂協議時沒有合格的船隻，該協議旨在在2018年將9名乘客運送到鐵達尼號殘骸。然而，海洋之門表示他們因天氣問題而未能對船隻作及時測試。最終，亨利·庫克森冒險有限公司撤回了這起訴訟。

### 以往事件
自2021年7月起，除了2023年6月的事故，泰坦號已經開展了三次對鐵達尼號殘骸的考察行程。在其中一次考察中，一位60歲的德國富豪和乘客羅伊伯（Arthur Loibl）表示，團隊在行程中遇到了電氣問題，導致下潛時間延遲5小時；下水後又發現平衡潛水器的穩定管支架斷裂，在1600公尺的深海中不得不浮起換乘。他還指出潛水器內部狀況簡陋惡劣，有設計缺陷，他認為這次行程就像是一場「自殺任務」，能夠安全返回算是僥倖。
2022年，戴維·波格搭乘泰坦號潛水。2022年12月，他為CBS主持的《CBS新聞星期日早晨》節目對泰坦號的安全性提出了質疑，而該報導在2023年6月的事故後在社交媒體上病毒式传播。波格在報導中提到潛水器有明顯拼裝痕跡。他指出，泰坦號使用搖桿經改良的羅技F710藍牙遊戲手柄（原價30美元）操控潛水器的船舶运动。他也提到潛水器使用建築管道作為壓載物。此外，波格回憶起行程時，提到潛水器中的壓艙物使用生鏽的建築鐵管製成。儘管艙門周圍有18個螺栓，工作人員從外部將其緊固，但在他乘坐時，工作人員只緊固了17個螺栓，無視了艙門上方的螺栓，並告訴波格這並沒有什麼不同，讓波格感到非常震驚。波格進一步指出，乘坐泰坦號的過程並不舒適，艙內氣溫在潛水的過程中變得越來越冷，乘客必須穿著冬季外套和滑雪襪，而且船上也沒有洗手間，只有一個小便壺。此外，水下沒有GPS系統，水面上的船隻只能通過發送訊息引導潛水器找到鐵達尼號，然而在他的行程中，通訊卻因不明原因中斷，令他留下了深刻的恐懼。
在2022年的鐵達尼號殘骸探險中，泰坦號的一個推進器不小心以相反方向安裝，它在海底試圖向前移動時開始旋轉。根據BBC的紀錄片《帶我去鐵達尼號》（Take Me to Titanic），將遊戲控制器橫向握住便能解決這個問題。根據2022年11月的法庭文件，海洋之門的遠征報告稱潛水器在2022年的一次潛水中遇到了電池問題，必須手動連接到升降平台，從而導致外部組件損壞。

## 事發經過
該航程於2023年初預訂，拉什找到了拉斯維加斯的商人傑伊·布魯姆（Jay Bloom），提供給他和他的兒子兩張折扣票以參加這次旅行。這位億萬富翁被提供了每個座位15萬美元的價格，而不是原價25萬美元，拉什聲稱這比「過馬路更安全」。不過布魯姆因安全顧慮而拒絕了這個提議。當時該旅行計劃在5月進行，但由於惡劣天氣的原因推遲到了6月。

### 準備工作：6月16日至17日

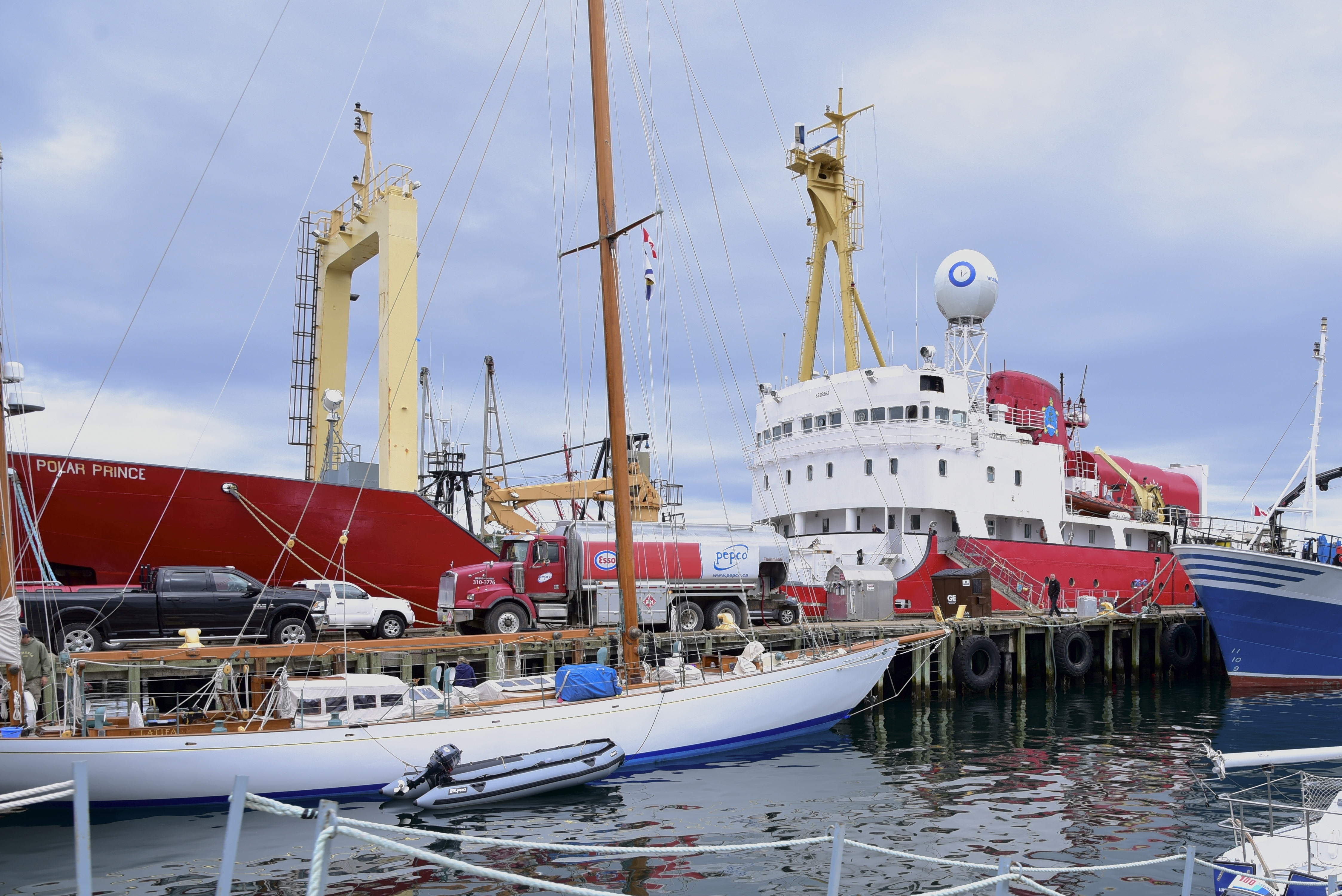
北極王子號，將泰坦號探險隊的船員運送到鐵達尼號殘骸海域地點的船隻。

2023年6月16日，泰坦號的探險隊乘坐研究探險船極地王子號（MV Polar Prince）從紐芬蘭的聖約翰斯出發。探險隊於6月17日到達目標海域。

### 潛水和失蹤：6月18日
次日，6月18日紐芬蘭夏令時間上午9點30分開始，泰坦號開始進行潛水作業在下降後的一個半小時內，泰坦號每15分鐘與極地王子號進行一次通信，但在上午11點15分最后一次通信後失去了聯繫。
該船原計劃應於下午4點30分重新浮出水面。晚上7點10分，美國海岸警衛隊接到潛水器失踪的通知。泰坦號潛入水下數小時後，美國海軍的聲學偵測系統曾偵測到一個聲波標記圖與內爆的聲音相符。潛水器失蹤後，這一發現已向上通報，引起海軍對當時期間的聲學數據進行了重新審查。隨後，海軍將這一資訊傳遞給了海岸警衛隊。

### 搜救工作
事發後，由美國海岸警衛隊、美國海軍和加拿大海岸警卫队領導搜救工作。加拿大皇家空軍和美国空军国民警卫队的飛機也在協助搜索。對於泰坦號的搜索共有兩個方面：水面搜索和水下聲納搜索。
當時，哈利法克斯聯合救援協調中心當時表示泰坦號可能發生多種潛在問題。一種可能性是泰坦號的通訊設備可能出現故障，導致無法與水上船員進行通訊，但仍可自由航行。負責管理船隻浮力的壓載系統也可能存在問題。另一種情況是泰坦號「陷在一個殘骸上，無法升回到海面」。它也可能已經遭受損壞或機械故障进而发生潛水器內爆，導致乘員因深海壓力立即喪命。電影導演與深海專家詹姆斯卡麥隆在事後就表示，他早就在當天下午從消息得知聲納陣列中聽到了一聲巨響，他表示他可以早點說出來，但考慮到情況就沒說。

#### 6月19日
6月19日，駐紮在波士頓的美國海岸警衛隊東北部工作人員展開了對泰坦號和船上五名人員的搜索任務，地點位於距離馬薩諸塞州科德角海岸900海里（1,700公里）處。加拿大皇家空軍的洛克希德CP-140極光飛機也參與了搜索，由哈利法克斯聯合救援協調中心報告 
。
海岸警衛隊表示，由於位置偏遠，搜救任務非常困難，但他們正在全力展開「所有可用資產」的部署。除了位置困難外，搜救行動還受到「天候狀況、夜間光線不足、海況和水溫」的影響，這增加了水下搜救的難度。雖然許多潛水器配備有聲納浮標，可供救援人員在水下探測，但目前尚不清楚泰坦號是否具備這種裝置。
當日的搜索工作包括水面搜索和水下聲納搜索，使用了三架C-130運輸機（兩架美國、一架加拿大）以及一架配備聲納浮標的加拿大P-8波賽頓海上巡邏機。然而，搜救工作也受到低能見度天氣的影響。
美國和加拿大都沒有能夠輕鬆協助搜索和研究任務的水下船隻。雖然美國海軍擁有一艘潛艇救援船，但無法到達泰坦號的潛水深度。此外，遙控車輛可能難以及時到達搜索現場。

#### 6月20日

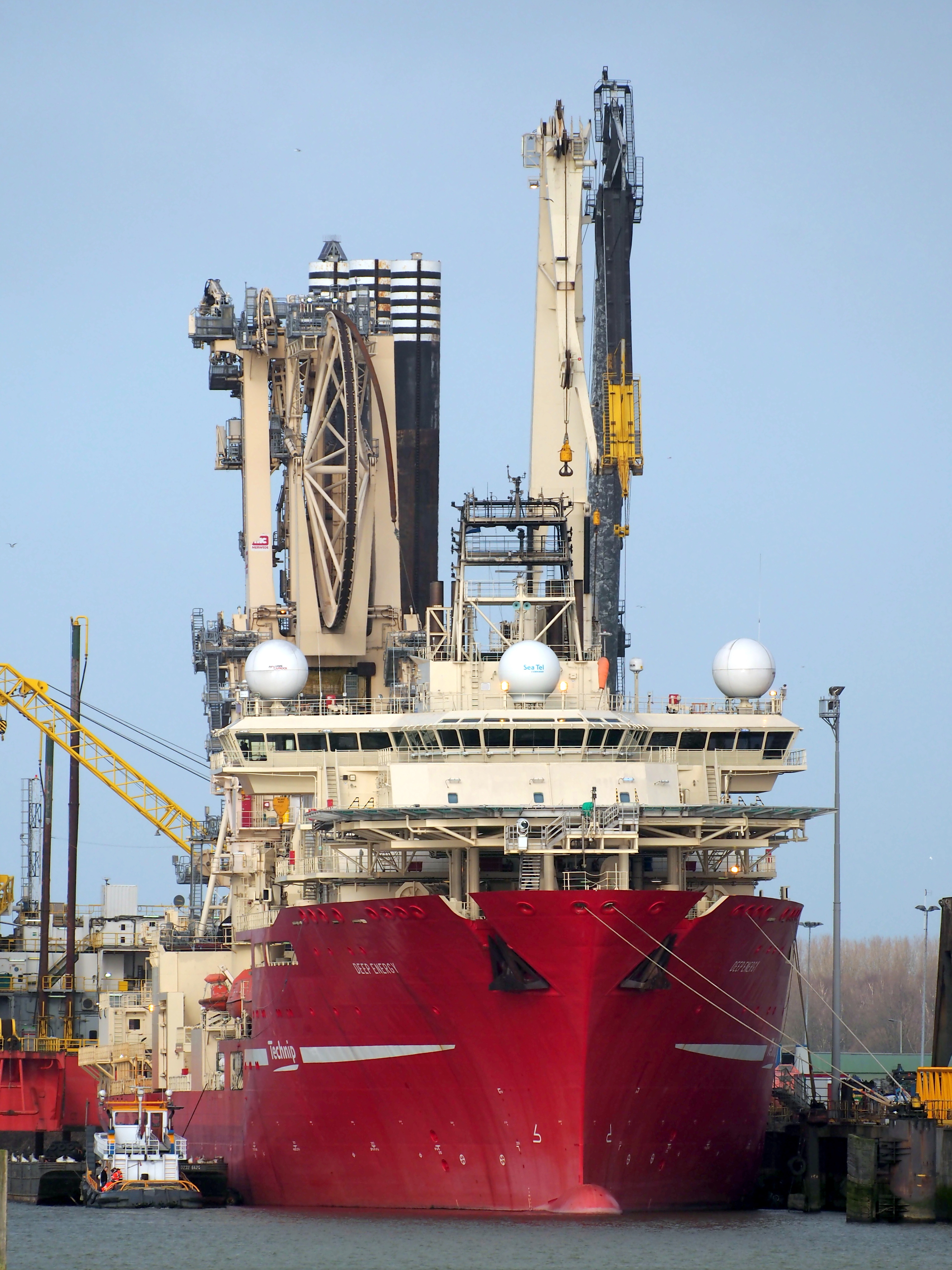
深能號（Deep Energy）於6月20日抵達事發現場，該船隻搭載了兩個遙控潛水器（ROV）。

德希尼布FMC營運的鋪管船深能號（Deep Energy）於6月20日抵達搜救現場，並攜帶了兩台遙控潛水器（ROV）和其他適用於該地區海床深度的設備。截至當地時間6月20日上午11點，美國海岸警衛隊已經搜索了10,000平方英里（26,000平方公里）的區域，並計劃在下午1點舉行新聞發布會。
稍晚，美國海軍宣布他們將派遣專家和一艘深海救援系統（FADOSS）船舶升降系統，該系統設計用於從深海中舉起大型和重物。預計該救援設備將在周二晚些時候到達。此外，一架國民警衛隊的C-130運輸機也參與了搜救任務，計劃在當天結束之前再派遣兩架。
根據美國海岸警衛隊的報告，其他船舶和ROV已經在途中協助搜索，包括約翰·卡博特號（CCGS John Cabot）、安·哈維號、特里·福克斯號、亞特蘭大梅林號及遠程操作載具（CCGS Atlantic Merlin（ROV））、地平線北極號（MV Horizon Arctic）、商用船舶斯坎迪·文蘭號（Skandi Vinland（ROV））、法國研究船拉塔蘭特（L'Atalante（ROV））和格雷斯貝號。其中，格雷斯貝號船上搭載著醫療人員和一個移動減壓室。法國海洋國務秘書貝爾維爾承認，法國海洋開發研究院已派遣拉塔蘭特前往事發地點協助搜救。拉塔蘭特配備一個名為維克多6000（Victor 6000）的機器人。該船預計於21日晚上8點抵達事發海域，然後機器人將進入深海區域進行搜尋。
根據一份美國政府內部備忘錄，一架加拿大P-3飛機的聲納在搜索潛水器時聽到了「撞擊聲」。美國海岸警衛隊在隔天早上正式承認了這個聲音，但初步調查尚未取得結果。美國海岸警衛隊第1區指揮官約翰·牟格少將表示噪音來源不明，可能來自沉船現場的多個金屬物體。

#### 6月21日

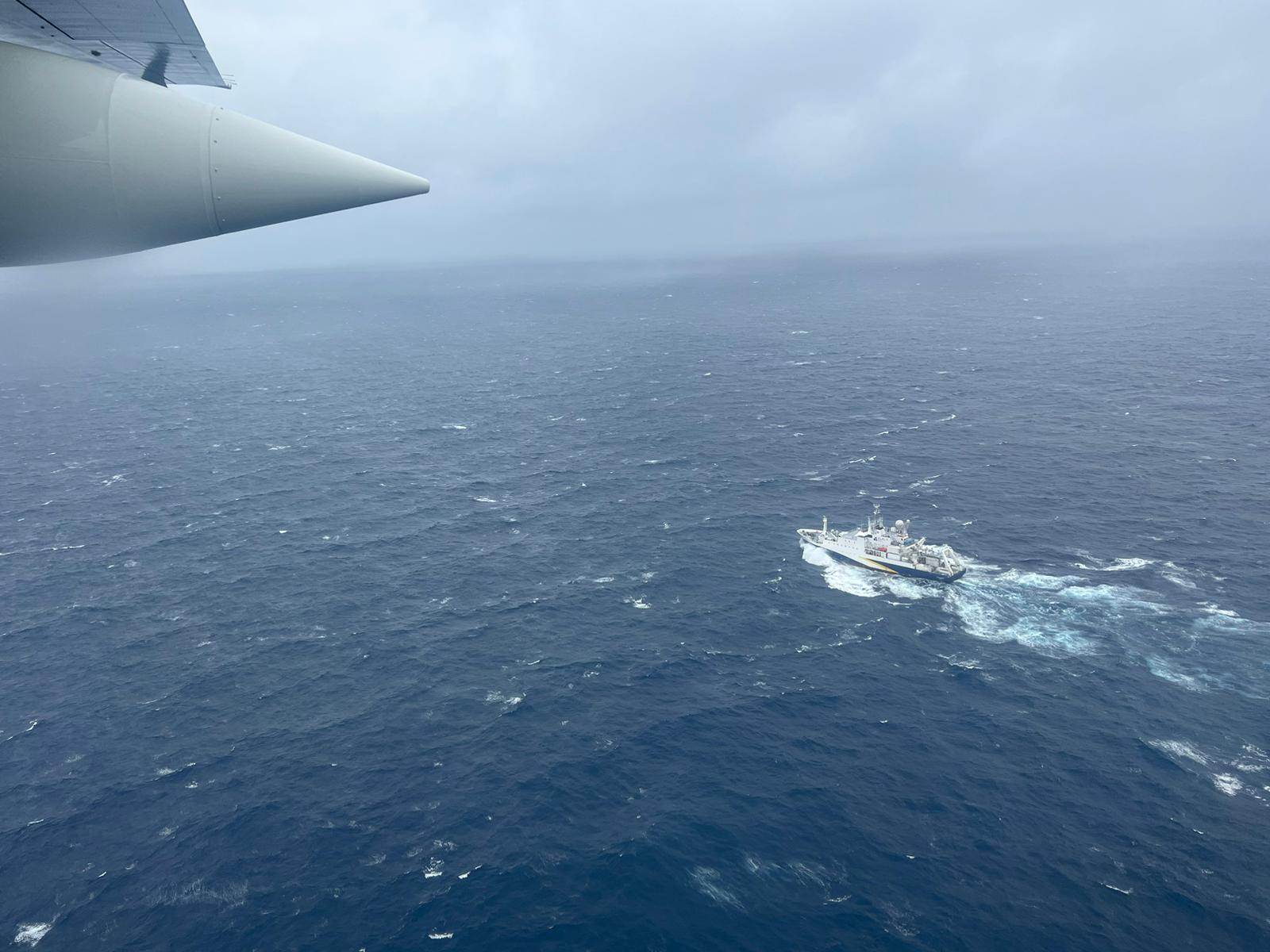
海岸警衛隊HC-130於6月21日飛越亞特蘭大號

6月21日，儘管人們對泰坦號上的氧氣存量越來越擔心，但海岸警衛隊表示他們仍然「100%」將泰坦號的失蹤視為一項搜救任務，並全力以赴。截至大約下午14點45分，仍有五架空中和水上交通工具積極搜尋泰坦號，另外五架預計將在接下來的24-48小時內抵達。目前的搜救資產包括兩架ROV、一架P-3飛機和一架C-130飛機。此外，海岸警衛隊表示搜索範圍已擴大至相當於兩個康涅狄格州的面積。
美國海軍的深海打撈系統已經到達聖約翰斯，但目前還缺乏能夠將該系統運送到沉船地點的船隻。官員們估計，將深海打撈系統焊接到一艘航母的甲板上大約需要24小時，然後才能啟航進行搜救行動

### 發現殘骸

#### 6月22日
來自澤西島麥哲倫公司（Magellan）的一艘勘探遙控潛水器朱麗葉號（Juliet）已經裝載到一架波音C-17环球霸王III運輸機上，預計需要48小時的時間抵達搜索區域。
另外，一艘來自地平線北極號（MV Horizon Arctic）的加拿大遙控潛水器已經抵達海底並開始搜尋失蹤的潛艇。維克多6000也將進入深海區域搜尋並將圖像傳輸到海面。
下午13點18分，美國海岸警衛隊東北部門宣布，在鐵達尼號船頭附近約488公尺（1,600英尺）的區域，地平線北極號的遙控潛水器發現了一片殘骸場。新聞發布會定於下午3點舉行在新聞發布會上，美國海岸警衛隊第1區指揮官約翰·牟格（John Mauger）少將表示，搜救團隊發現的殘骸來自泰坦號的壓力艙，包括錐狀尾錐、耐壓船體的前端和後端以及著陸架等其他殘骸。這些殘骸顯示與潛水器壓力艙內爆的現象相符，潛水器的驾驶員和船員相信已經死亡。牟格少將沒有回答關於艇上五名人員屍體是否可能尋獲的問題。
海洋之門針對船上人員的死亡發表了一份聲明，表示這些人在不久後就「不幸離世」。他們向外界發表聲明，稱「這些人是真正的探險家，擁有獨特的冒險精神，以及對探索和保護世界海洋的濃厚熱情。在這個悲慘的時刻，他們的心與這五個靈魂以及他們的每一位家庭成員同在。他們對這些生命的逝去以及他們給予認識的每個人帶來的歡樂感到悲痛」。

#### 6月23日

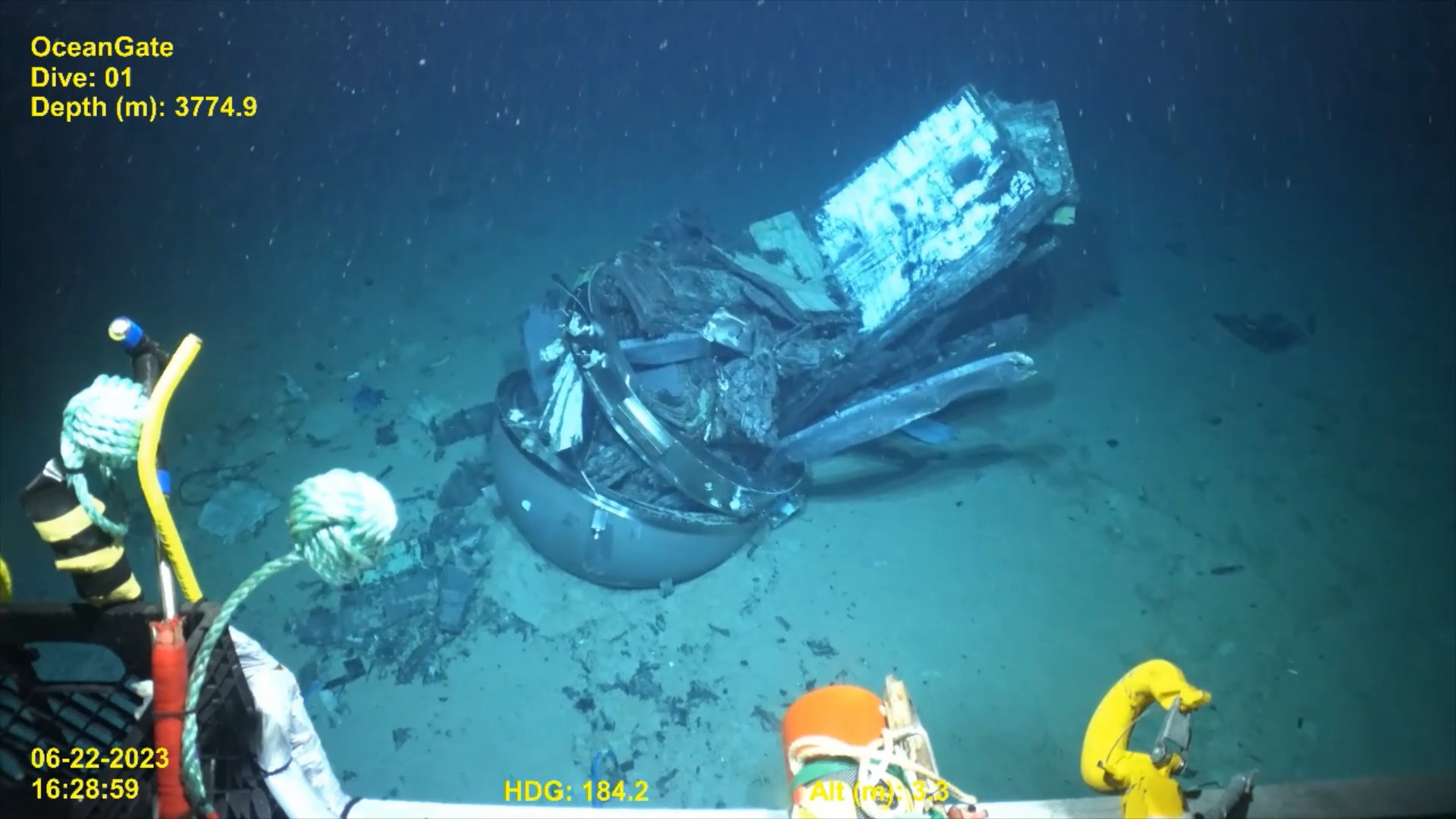
船尾殘骸，攝於6月22日

深洋研究服務公司（Pelagic Research Services）在6月23日確認調查泰坦號殘骸區的任務已經開始，奧德賽6k潛水器（Odysseus 6k）共花費了一個小時到達該地點，以繼續搜尋和記錄殘骸。據報導，由於深洋研究的潛水器無法承受來自泰坦號殘骸的重量，任何回收工作都需要在後期才能進行。

#### 6月24日
泰坦號母船「極地王子號」返抵註冊地加拿大，停泊在紐芬蘭聖約翰斯市的港口。加拿大運輸安全委員會和警方調查員登船，檢取航行紀錄儀蒐集資料及盤問船員等。

#### 6月28日
泰坦號殘骸打撈上岸。照片和影像顯示，潛水艇兩端的鈦合金蓋子完好無損，但單一的觀景窗遺失，尾錐、電子設備、著陸架和其他殘骸呈現扭曲的狀態。這些殘骸將被運送到美國作為調查的證據。根據美國海岸防衛隊一份聲明還證實，在殘骸中發現了被推定為人類遺骸的物體。
6月30日，内幕公司發表了普利茅斯大学教授賈斯帕·格雷厄姆·瓊斯（Jasper Graham-Jones）對回收照片的分析。分析得出的結論是鑑於目前尚未發現大塊碳纖維，碳纖維船體故障是最有可能造成損失的原因。然而，瓊斯發現由丙烯酸製作的觀景窗可能出現故障，並指出窗戶鐘罩的吊帶穿過舷窗。雖然打撈小組可能在打撈鐘形端之前拆除了窗戶，但該小組更有可能將其留在原處並用袋子提起該部件。然而瓊斯表示，如果觀景窗故障，預計會回收更大的碳纖維碎片。
2023年10月初，工程師找到了剩餘的殘骸和疑似人類遺骸。

## 調査
6月23日，加拿大和美國均宣布對事件展開調查。美國的國家運輸安全委員會和海岸警衛隊將參與調查，加拿大運輸安全委員會則宣布已對此次事件展開調查，因為泰坦號的支援船北極王子號是一艘懸掛加拿大國旗的船隻。
6月25日，法國的海洋事件調查局和英國海事事故調查處加入了調查；最終報告將提交給國際海事組織。由於國際海事組織沒有監管權，因此調查是否會帶來持久的改革尚不確定。

### 美國
美國方面的調查由美國海岸防衛隊主導，國家運輸安全委員會提供協助；由於海岸防衛隊將該事件定義為「重大海事事故」（major marine casualty），因此由其主導調查工作。 USCG傑森·紐鮑爾（Jason Neubauer）上校被任命為海事調查委員會首席調查官。調查最初預計一年內完成，但USCG最終承認將需要更長時間。2024年6月，紐鮑爾表示：「對泰坦號內爆事件的調查是一項複雜，且仍在進行中的工作。我們正與國內外合作夥伴密切協調，以確保對事件有全面了解。」
海事調查委員會的公開聽證會於2024年9月16日至27日在南卡羅來納州查爾斯頓舉行，由NTSB與海岸防衛隊共同召開。所有證詞均透過YouTube直播，同時海岸防衛隊亦於MBI官方網站提供超過100項展品、照片、動畫及其他支援文件。
具代表性的證人包括：東尼·尼森（Tony Nissen，海洋之門前工程總監）、大衛·洛克里奇（David Lochridge，海洋之門前海洋運營總監及吹哨者）、帕特里克·拉海（Patrick Lahey，Triton Submarines執行長）、羅伊·湯瑪斯（Roy Thomas，美國船級社資深工程師）、菲爾·布魯克斯（Phil Brooks，海洋之門前工程總監）、唐·克雷默（Don Kramer，NTSB材料實驗室）、威廉·柯南（William Kohnen，Hydrospace Group）、巴特·坎珀（Bart Kemper，Kemper Engineering Services）、賈斯汀·傑克森（Justin Jackson，NASA）以及馬克·內格利（Mark Negley，波音公司）等人。共有25位證人在MBI聽證會上作證，另有兩名「任務專家」於會後接受訪談。
媒體報導指出，聽證會中反覆出現的主題為「將成本優先於安全」；海洋之門多次忽視內部人員（如大衛·洛克里奇）或外部專家（如柯南與坎珀）提出的安全警告；且在最終潛水前兩年間即有超過100項設備問題被記錄。
海岸防衛隊公布的殘骸影片顯示出層間剝離跡象，並已由NTSB在回收殘骸後予以確認。該報告同時指出潛水器製造過程中存在多項問題：為達到所需厚度，船體原有皺褶先被削除，並黏貼另一層碳纖維。所使用黏著劑厚度不一、內含氣孔，導致層間黏著不均。部分位置因層間剝離而發生摩擦損傷，黏著劑甚至粉化。此外，船體製造中還出現孔隙問題。
報告也詳述了海洋之門宣稱可提供「早期警示」的RTM監控系統。2022年7月15日第80次潛航期間，於上浮過程中一個聲學感測器出現極大尖峰數據。乘客曾回報聽到一聲巨大聲響，經克雷默分析後，確認該聲響為尖峰數據的成因。該次潛航後的三次潛水中，壓力應變數據與深度之間呈現非線性關係，直到第四次潛航才恢復為線性趨勢。
2025年8月5日，海事调查委员会发布报告，表示事故完全是OceanGate老闆斯托克頓·拉什咎由自取。OceanGate在設計泰坦號時斯托克頓·拉什為了節省成本而選擇成本更低的碳纖維材料，但是該材料卻更難承受海底壓力。而托克頓·拉什個人作風較為獨裁，拒絕聽取專業人員意見。

## 反應
紀德號退伍軍人博物館主任、鐵達尼號研究人員帕克斯·斯蒂芬森（Parks Stephenson）在Facebook上對泰坦號失蹤事件發表評論：「無論在接下來的幾個小時內你可能會讀到什麼，目前唯一確定的是與潛水器的通訊中斷，這足以引起最嚴肅的關注。」，斯蒂芬森在深海探險方面具有豐富經驗，曾五次潛入觀察鐵達尼號殘骸。同時也曾在詹姆斯·卡麥隆執導的《鐵達尼號》片場擔任技術顧問。
北極王子號的母公司地平線（Horizon）的聯合創始人兼董事長肖恩·利特（Sean Leet）對搜救集結行動表示：「我從很小的時候就開始從事海洋行業，見過很多不同的情況，我從來沒有見過這種性質的設備移動得這麼快……美國海岸警衛隊、美國軍方、機場人員、這裡的人們、參與調動該設備的各個公司的反應……做得完美無缺。」。Netflix在英國和愛爾蘭的推特帳戶因宣布限時播放深海探險紀錄片《最深的呼吸》而受到批评。
美國國家搜救協會的克里斯·博耶（Chris Boyer）表示，搜尋泰坦號可能花費了數百萬美元的公共資金；然而，美國海岸警衛隊拒絕給出金額估計，稱他們「不會將成本與拯救生命聯繫起來」。該事件再次引發了過去關於納稅人是否應該承擔涉及富人從事高風險冒險搜救任務費用的爭論，例如涉及史蒂夫·福塞特和理查德·布蘭森的事件。美國律師斯蒂芬·科廷表示，聯邦法律一般禁止美國海岸警衛隊收取與任何搜索或救援服務相關的報銷。
鐵達尼號展覽公司白星回憶（White Star Memories Ltd）的首席執行官大衛·史考特-貝達德（David Scott-Beddard）表示，泰坦號的失蹤對於未來繼續研究鐵達尼號殘骸的可能性產生了影響。他表示這場悲劇「毫無疑問」地影響了參觀和研究殘骸的機會。
此外，與同一月發生的2023年麦西尼亚移民船倾覆事件相比，泰坦號搜救行動的參與人數和媒體曝光度引發了網絡輿論的批評。
1997年電影《鐵達尼號》的導演詹姆斯·卡麥隆對此事件與導致鐵達尼號災難之間的「相似性」令他「震驚」。卡麥隆批評拉許使用碳纖維複合材料建造泰坦號，稱其「缺乏抗壓強度」，並指出當深海潛水器深入深淵並承受巨大水壓時，這種情況就會發生。他也強調在壓力下內爆的風險一直是工程師的「首要考慮」。
事件發生後不久，用於駕駛泰坦號的羅技F710遊戲控制器在亞馬遜公司網站上迅速售罄。紐約雜誌博客The Cut的一篇文章將這種現象形容為一種「較為無害的災難旅遊形式」。

### 在社群和大眾媒體
隨著事件的發展，這艘潛水艇在社交媒體上引起了廣泛討論。引發了社交媒體用戶的多種網路迷因。一些在線評論者嘲笑潛水艇的建造不足、海洋之門糟糕的安全記錄以及批評船上富有的乘客，因為他們支付高昂的價格參加這次任務。部分網民對泰坦號的開發和控制技術提出質疑，在Twitter上，許多用戶對此發表評論，並表示對船上人的缺乏同情。
一些遊戲修改者在《俠盜獵車手V》等遊戲中重建了泰坦號，使其成為可玩的載具，這些迷因受到其他用戶嚴厲的批評。，大衛·波格（David Pogue）評論稱它們「不恰當且有點令人不快」；對於《俠盜獵車手》的修改模組也出現了類似的負面反應，一些粉絲質疑考慮到參與者的死亡，其時機和適當性較不恰當。一些人則認為網路輿論對於受害者的負面反應，可能是對億萬富翁擁有自己公司進行的極限探險，如SpaceX或蓝色起源的新聞報導的回應。《華盛頓郵報》的莫莉·羅伯茨（Molly Roberts）寫道，那些戲謔本次事件的人展示了網路用戶的反諷、挑釁和對彼此憤怒的衝動，並帶有一種「仇富」的態度。
美國社交媒體和大眾媒體專家、心理學家帕梅拉·拉特利奇表示，泰坦號的事件既悲劇又引人入勝，然而在社交媒體上，這一事件卻被轉變成純粹的娛樂而忽視了同情和真相。這種情況的出現有多個關鍵因素，包括對災難的吸引力、富人的迷戀、陰謀論的傳播、不確定性的煽動，以及圍繞著鐵達尼號的種種神話和救援行動的浪漫色彩。這種趨勢造就了輿論缺乏責任感和同理心，凸顯重新思考人們如何使用社交媒體的必要性。

### 紀錄片
2024年，美國廣播公司推出特別節目《真相與謊言：泰坦號的致命潛水》以調查泰坦號內爆事件。同年2月，一部靈感來自該起事故的劇情片《儲物櫃》（The Locker）宣布製作。
2024年3月，英國第五頻道播出由ITN製作的兩集紀錄片《分鐘：泰坦尼克號潛水艇災難》（The Minute by Minute: Titanic Sub Disaster）。紀錄片訪問了參與搜救行動的加拿大機組人員、發現殘骸的Pelagic公司遙控潛水器團隊成員愛德華·卡薩諾（Edward Cassano），以及早在2018年便對海洋之門偏離業界標準提出警告的海洋技術協會成員威廉·科恩（William Kohnen）與巴特·肯珀（Bart Kemper）。首集重點探討了事件初期所捕捉到、疑似來自潛艙內部的神秘「砰砰聲」的聲音分析。
2025年5月，英國廣播公司播出紀錄片《內爆：泰坦尼克號潛水艇災難》（The Implosion: Titanic Sub Disaster）。影片包含美國海岸防衛隊調查報告的獨家內容、未曾公開的船上錄影畫面與多位專家的訪談。其中一段錄於支援母船上的片段中，海洋之門執行長史塔克頓·拉許的妻子溫蒂·拉許（Wendy Rush）在聽見巨響後發問：「那是什麼聲音？」該片質疑海洋之門的安全審查機制，並探討這場災難是否原可避免。
2025年6月11日，Netflix發行紀錄片《失落泰坦：鐵達尼觀光潛水器遇難揭秘》。影片深入探討了海洋之門在泰坦號爆炸前的研發與營運過程，分析事故成因、官方與民間的應對措施，以及事件所引發的後續反思與改革。紀錄片亦收錄了多位海洋之門公司前員工、吹哨者與政府單位代表的訪談內容。

## 遇难者
以下是事發時在泰坦號上的人員資訊：
- 哈米什·哈丁：英國商人和飛行員，他同時也是一位冒險家，三項吉尼斯世界紀錄保持者。此次付費參加泰坦號探險活動。[27]
- 斯托克頓·拉什：海洋之門首席執行官兼創始人。
- 保羅-亨利·納爾傑奧萊（英语：Paul-Henri Nargeolet），前法國海軍指揮官、潛水員和法國海洋開發研究院的成員[26][27]。他是E/M Group和皇家郵輪鐵達尼號公司的水下研究主管，被認為是该殘骸現場的专家，且擁有殘骸現場的打撈權。[152]他曾多次帶領探險隊前往鐵達尼號殘骸達超過35次，並從殘骸周邊打撈約5,000件文物，並且還吊起重達20噸的船體部分進行調查。[153][154]
- 沙赫扎達·達伍德：巴基斯坦達伍德赫拉克勒斯公司（英语：Dawood Hercules Corporation）商人、SETI协会受託人[155]。其家族業務涉及農業、石化和電信基礎設施。此次付費參加泰坦號探險活動。
- 蘇萊曼·達伍德（Suleman Dawood）：沙赫扎達的兒子[156]。

## 另見
- 潛艇救援船
- 深潛救生艇
- 拜福德海豚鑽井平台事故（英语：Byford_Dolphin#Diving_bell_accident）
- 營救羅傑·馬林森和羅傑·查普曼行動（英语：Rescue of Roger Mallinson and Roger Chapman）
- 《泰坦殘骸》 ——-1898年短篇小說，與鐵達尼號沈沒事故具有很強的相似性，該小說提及的船隻與這艘潛水器同名

## 外部連結
- 维基共享资源上的相關多媒體資源：泰坦號潛水器事故
- YouTube上的海洋之門在2022年11月27日播出的《CBS新聞星期日早晨》/ 戴維·波格的報導。
- .   [2023-07-05]. （原始内容存档于2023-08-18）. - U.S. Coast Guard Marine Board of Investigation
- . 23 June 2023  [2023-07-05]. （原始内容存档于2023-07-05）. - Transportation Safety Board of Canada